# Ricardo Díaz Granados Mantilla
Ricardo Díaz Granados Mantilla (Colombia, Siglo XX) es un exmilitar colombiano. Coronel de la Armada de la República de Colombia.

## Biografía
Fue comandante del Batallón de Fusileros de Infantería de Marina No. 3. En junio de 1996, resultó herido en una emboscada de las Fuerzas Armadas Revolucionarias de Colombia - Ejército del Pueblo (FARC-EP), en la carretera entre Ovejas (Sucre) y El Carmen de Bolívar (Bolívar).
Para junio de 1997, resultó herido en un accidente aéreo en Colosó (Sucre) otros dos militares también estaban heridos y otro murió.
Su nombre ha sido mencionado en informes que lo asocian al paramilitarismodonde tropas bajo su mando habrían sido responsables en masacres como las de El Salado, Macayepo o Chengue, y en otros hechos de violencia por omisión o participación.  Ha sido acusado por Salvatore Mancuso en audiencias judiciales. Se ha solicitado su investigación en la Jurisdicción Especial para la Paz (JEP).